# Richard Garwin
Richard Lawrence Garwin (Cleveland (Ohio), 19 april 1928 – Scarsdale (New York), 13 mei 2025) was een Amerikaanse natuurkundige, vooral bekend als ontwerper van de eerste waterstofbom.

## Biografie
Hij studeerde eerste aan het Case Institute of Technology, waar hij een bachelor diploma ontving in 1947, en begon zijn doctoraat in filosofie aan de Universiteit van Chicago. Hij ging daar aan de slag op de faculteit Natuurkunde. Hij ondersteunde de onderzoekers van het Los Alamos National Laboratory en ontwierp er de eerste waterstofbom (codenaam Mike) in 1952.
Hij was actief voor IBM (Thomas J. Watson-laboratorium) van 1952 tot 1993. Naast zijn werk voor IBM was hij ook adviseur van de Amerikaanse overheid in het wetenschappelijk adviescomite (1962-1965 en 1969-1972) en sinds 1966 lid van de JASON Defense Advisory Group. Van 1993 tot augustus 2001 was hij voorzitter van de Arms Control and Non-proliferation Advisory Board van het Amerikaanse ministerie van Buitenlandse Zaken. Van 1966 tot 1969 was hij lid van de Defense Science Board. Hij was in 1998 ook lid van de Commissie ter Beoordeling van de Ballistische Rakettendreiging voor de Verenigde Staten. Tot aan zijn dood was hij lid van het Comité voor Internationale Veiligheid en Wapenbeheersing van de National Academies en tal van andere adviesraden.
Daarnaast was hij buitengewoon hoogleraar natuurkunde aan Columbia University, Professor aan Cornell University en hoogleraar natuurkunde  aan Harvard. Hij onderzocht zwaartekrachtgolven, pion-verval en spionagesatellieten, en legde hij de basis voor de MRI (spin-echo magnetische resonantie). 
Hij had 47 patenten en publiceerde meer dan 500 artikelen.

## Persoonlijk leven
Hij trouwde met Lois Levy in 1947. Ze hadden samen drie kinderen.

## Erkentelijkheden
- 1966 - lid National Academy of Sciences
- 1969 - lid American Academy of Arts and Sciences
- 1975 - lid National Academy of Medicine
- 1978 - lid National Academy of Engineering
- 1979 - lid American Philosophical Society
- 1988 - Award for Scientific Freedom and Responsibility (American Association for the Advancement of Science)
- 1996 - Enrico Fermi-prijs
- 1997 - Golden Plate Award (Academy of Achievement)
- 2002 - National Medal of Science
- 2002 - Grande médaille de l'Académie des sciences
- 2016 - Presidential Medal of Freedom Wetenschappen

- Bibsys: 90813481
- Bibliothèque nationale de France: cb125632584 (data)
- CiNii: DA03175146
- DBLP: 181/1842
- Gemeinsame Normdatei: 1089847637
- International Standard Name Identifier: 0000 0001 0899 0879
- Library of Congress Control Number: n84135318
- Mathematics Genealogy Project: 223508
- National Archives and Records Administration: 10568830
- Nationale Bibliotheek van Israël: 987007431325805171
- Nationale en Universitaire bibliotheek Zagreb: 000440026
- Nederlandse Thesaurus van Auteursnamen: 071253270
- Système universitaire de documentation: 034932305
- Virtual International Authority File: 49341168
- WorldCat: E39PBJrRdGHgJjHtdcvyw7hPwC